# Temporada 2008 de las Grandes Ligas de Béisbol
La Temporada 2008 de las Grandes Ligas de Béisbol comenzó el 25 de marzo de 2008 en Tokio, Japón, con el campeón de la Serie Mundial 2007, Boston Red Sox derrotando a Oakland Athletics en el Tokyo Dome 6-5 (en 10 entradas) en el primer juego de un juego de dos series, y terminó el 30 de septiembre cuando Chicago White Sox derrotó a Minnesota Twins en un partido de desempate para ganar la División Central de la Liga Americana. El juego de los derechos civiles, una exhibición, en Memphis, Tennessee se llevó a cabo el 29 de marzo, cuando los New York Mets vencieron a Chicago White Sox, 3-2.
El Juego de las Estrellas se jugó el 15 de julio en el Yankee Stadium en el Bronx, New York, con la victoria de la Liga Americana 4 a 3 en 15 entradas frente a la Liga Nacional. Por octava temporada consecutiva, el campeón defensor - Boston Red Sox - no pudo defender su campeonato. Los Philadelphia Phillies ganaron la Serie Mundial de 4 juegos a 1 sobre Tampa Bay Rays. Este fue el segundo campeonato de la franquicia, y también la primera aparición en la Serie Mundial para los Rays.

## Temporada Regular
Liga Americana

| División Este      | División Este | División Este | División Este | División Este | División Este | División Este |
| Equipo             | V             | D             | CTE           | JD            | LOCAL         | VISITA        |
| ------------------ | ------------- | ------------- | ------------- | ------------- | ------------- | ------------- |
| Tampa Bay Rays (2) | 97            | 65            | .599          | —             | 57–24         | 40–41         |
| Boston Red Sox (4) | 95            | 67            | .586          | 2             | 56–25         | 39–42         |
| New York Yankees   | 89            | 73            | .549          | 8             | 48–33         | 41–40         |
| Toronto Blue Jays  | 86            | 76            | .531          | 11            | 47–34         | 39–42         |
| Baltimore Orioles  | 68            | 93            | .422          | 28½           | 37–43         | 37–43         |

| División Central      | División Central | División Central | División Central | División Central | División Central | División Central |
| Equipo                | V                | D                | CTE              | JD               | LOCAL            | VISITA           |
| --------------------- | ---------------- | ---------------- | ---------------- | ---------------- | ---------------- | ---------------- |
| Chicago White Sox (3) | 89               | 74               | .546             | —                | 54–28            | 35–46            |
| Minnesota Twins       | 88               | 75               | .540             | 1                | 53–28            | 35–47            |
| Cleveland Indians     | 81               | 81               | .500             | 7½               | 45–36            | 36–45            |
| Kansas City Royals    | 75               | 87               | .463             | 13½              | 38–43            | 37–44            |
| Detroit Tigers        | 74               | 88               | .457             | 14½              | 40–41            | 34–47            |

| División Oeste     | División Oeste | División Oeste | División Oeste | División Oeste | División Oeste | División Oeste |
| Equipo             | V              | D              | CTE            | JD             | LOCAL          | VISITA         |
| ------------------ | -------------- | -------------- | -------------- | -------------- | -------------- | -------------- |
| Anaheim Angels (1) | 100            | 62             | .617           | —              | 50-31          | 50-31          |
| Texas Rangers      | 79             | 83             | .488           | 21             | 40–41          | 39–42          |
| Oakland Athletics  | 75             | 86             | .466           | 24½            | 43–38          | 32-48          |
| Seattle Mariners   | 61             | 101            | .377           | 39             | 35–46          | 26–55          |

Liga Nacional  
| División Este             | División Este | División Este | División Este | División Este | División Este | División Este |
| Equipo                    | V             | D             | CTE           | JD            | LOCAL         | VISITA        |
| ------------------------- | ------------- | ------------- | ------------- | ------------- | ------------- | ------------- |
| Philadelphia Phillies (2) | 92            | 70            | .568          | —             | 48–33         | 44–37         |
| New York Mets             | 89            | 73            | .549          | 3             | 48–33         | 41–40         |
| Florida Marlins           | 84            | 77            | .522          | 7½            | 45–36         | 39–41         |
| Atlanta Braves            | 72            | 90            | .444          | 20            | 43–38         | 29–52         |
| Washington Nationals      | 59            | 102           | .366          | 32½           | 34–46         | 25–56         |

| División Central      | División Central | División Central | División Central | División Central | División Central | División Central |
| Equipo                | V                | D                | CTE              | JD               | LOCAL            | VISITA           |
| --------------------- | ---------------- | ---------------- | ---------------- | ---------------- | ---------------- | ---------------- |
| Chicago Cubs (1)      | 97               | 64               | .602             | —                | 55–26            | 42–38            |
| Milwaukee Brewers (4) | 90               | 72               | .556             | 7½               | 49–32            | 41–40            |
| Houston Astros        | 86               | 75               | .534             | 11               | 47–33            | 39–42            |
| St. Louis Cardinals   | 86               | 76               | .531             | 11½              | 46–35            | 40–41            |
| Cincinnati Reds       | 74               | 88               | .457             | 23½              | 43–38            | 31–50            |
| Pittsburgh Pirates    | 67               | 95               | .414             | 30½              | 39–42            | 28–53            |

| División Oeste          | División Oeste | División Oeste | División Oeste | División Oeste | División Oeste | División Oeste |
| Equipo                  | V              | D              | CTE            | JD             | LOCAL          | VISITA         |
| ----------------------- | -------------- | -------------- | -------------- | -------------- | -------------- | -------------- |
| Los Angeles Dodgers (3) | 84             | 78             | .519           | —              | 48–33          | 36–45          |
| Arizona Diamondbacks    | 82             | 80             | .506           | 2              | 48–33          | 34–47          |
| Colorado Rockies        | 74             | 88             | .457           | 10             | 43–38          | 31–50          |
| San Francisco Giants    | 72             | 90             | .444           | 12             | 37–44          | 35–46          |
| San Diego Padres        | 63             | 99             | .389           | 21             | 35–46          | 28–53          |

## Postemporada
|  | Serie Divisional | Serie Divisional    | Serie Divisional      |   |                       | Campeonato de la Liga | Campeonato de la Liga | Campeonato de la Liga |  |  | Serie Mundial | Serie Mundial  | Serie Mundial |
|  |                  |                     |                       |   |                       |                       |                       |                       |  |  |               |                |               |
|  | 1                | Anaheim Angels      | 1                     |   |                       |                       |                       |                       |  |  |               |                |               |
|  | 4                | Boston Red Sox      | 3                     |   |                       |                       |                       |                       |  |  |               |                |               |
|  | 4                | Boston Red Sox      | 3                     |   | 4                     | Boston Red Sox        | 3                     |                       |  |  |               |                |               |
|  | Liga Americana   |                     |                       |   | 4                     | Boston Red Sox        | 3                     |                       |  |  |               |                |               |
|  |                  | 2                   | Tampa Bay Rays        | 4 |                       |                       |                       |                       |  |  |               |                |               |
|  | 2                | 2                   | Tampa Bay Rays        | 4 | Tampa Bay Rays        | 3                     |                       |                       |  |  |               |                |               |
|  | 2                |                     |                       |   | Tampa Bay Rays        | 3                     |                       |                       |  |  |               |                |               |
|  | 3                | Chicago White Sox   | 1                     |   |                       |                       |                       |                       |  |  |               |                |               |
|  |                  |                     |                       |   |                       |                       |                       |                       |  |  | AL2           | Tampa Bay Rays | 1             |
|  |                  | NL2                 | Philadelphia Phillies | 4 |                       |                       |                       |                       |  |  |               |                |               |
|  | 1                | Chicago Cubs        | 0                     |   |                       |                       |                       |                       |  |  |               |                |               |
|  | 3                | Los Angeles Dodgers | 3                     |   |                       |                       |                       |                       |  |  |               |                |               |
|  | 3                | Los Angeles Dodgers | 3                     |   | 3                     | Los Angeles Dodgers   | 1                     |                       |  |  |               |                |               |
|  | Liga Nacional    |                     |                       |   | 3                     | Los Angeles Dodgers   | 1                     |                       |  |  |               |                |               |
|  |                  | 2                   | Philadelphia Phillies | 4 |                       |                       |                       |                       |  |  |               |                |               |
|  | 2                | 2                   | Philadelphia Phillies | 4 | Philadelphia Phillies | 3                     |                       |                       |  |  |               |                |               |
|  | 2                |                     |                       |   | Philadelphia Phillies | 3                     |                       |                       |  |  |               |                |               |
|  | 4                | Milwaukee Brewers   | 1                     |   |                       |                       |                       |                       |  |  |               |                |               |

|                                              |
| Campeón Philadelphia Phillies Segundo Título |

## Líderes de la liga

### Liga Americana

#### Líderes de Bateo
| Categoría           | Jugador                      | Equipo  | Marca |
| ------------------- | ---------------------------- | ------- | ----- |
| Porcentaje de bateo | Joe Mauer                    | MIN     | .328  |
| Cuadrangulares      | Miguel Cabrera               | DET     | 37    |
| Carreras Impulsadas | Josh Hamilton                | TEX     | 139   |
| Carreras Anotadas   | Dustin Pedroia               | BOS     | 118   |
| Hits                | Dustin Pedroia Ichiro Suzuki | BOS SEA | 213   |
| Robo de Bases       | Jacoby Ellsbury              | BOS     | 50    |

#### Líderes de Pitcheo
| Categoría         | Jugador             | Equipo | Marca |
| ----------------- | ------------------- | ------ | ----- |
| Victorias         | Cliff Lee           | CLE    | 22    |
| Derrotas          | Justin Verlander    | DET    | 17    |
| ERA               | Cliff Lee           | CLE    | 2.54  |
| Ponches           | A. J. Burnett       | TOR    | 231   |
| Entradas Lanzadas | Roy Halladay        | TOR    | 246   |
| Juegos salvados   | Francisco Rodríguez | LAA    | 62    |

### Liga Nacional

#### Líderes de Bateo
| Categoría           | Jugador        | Equipo | Marca |
| ------------------- | -------------- | ------ | ----- |
| Porcentaje de bateo | Chipper Jones  | ATL    | .364  |
| Cuadrangulares      | Ryan Howard    | PHI    | 48    |
| Carreras Impulsadas | Ryan Howard    | PHI    | 146   |
| Carreras Anotadas   | Hanley Ramírez | FLA    | 125   |
| Hits                | José Reyes     | NYM    | 204   |
| Robo de Bases       | Willy Taveras  | COL    | 68    |

#### Líderes de Pitcheo
| Categoría         | Jugador                 | Equipo  | Marca |
| ----------------- | ----------------------- | ------- | ----- |
| Victorias         | Brandon Webb            | ARI     | 22    |
| Derrotas          | Aaron Harang Barry Zito | CIN SFG | 17    |
| ERA               | Johan Santana           | NYM     | 2.53  |
| Ponches           | Tim Lincecum            | SFG     | 265   |
| Entradas Lanzadas | Johan Santana           | NYM     | 234⅓  |
| Juegos salvados   | José Valverde           | HOU     | 44    |